# Stasiek Wielanek

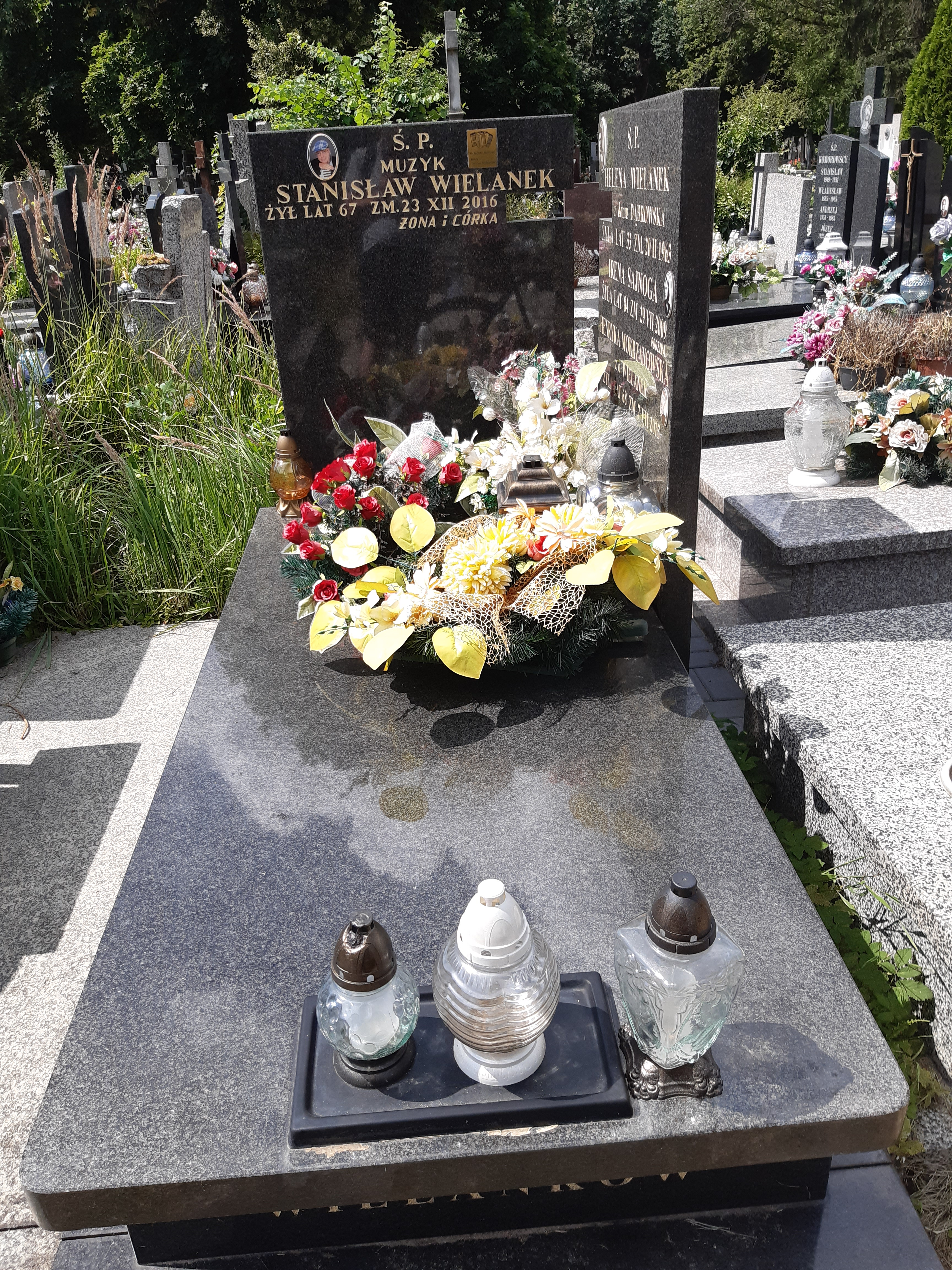
Grób piosenkarza Staśka Wielanka na cmentarzu Czerniakowskim przy ul. Powsińskiej w Warszawie

Stanisław Ryszard Wielanek (ur. 13 listopada 1949 w Warszawie, zm. 23 grudnia 2016 tamże) – polski piosenkarz, kompozytor, multiinstrumentalista, felietonista, zbieracz folkloru miejskiego, aktor i samorządowiec. Współzałożyciel Kapeli Czerniakowskiej oraz założyciel Kapeli Warszawskiej.

## Życiorys
Urodził się 13 listopada 1949 w Warszawie. Z wykształcenia technik mechanik. Ukończył Studium Muzyczne im. Henryka Wieniawskiego. 
W swoim dorobku ma 34 płyty, w tym sześć złotych. Skomponował muzykę do ponad 1000 piosenek oraz 5 musicali: Cafe de Paris, Ferajna, Na Bielany ze Staśkiem Wielankiem, Oczy Putina oraz Zaczarowany krawiec. W 1990 roku zdobył główną nagrodę w organizowanym przez emigrację polską we Francji konkursie im. T. Korian za wykonanie utworu „Ej wy, wierzby”. W 1994 roku wydał książkę Szlagiery starej Warszawy.
Jako aktor zagrał między innymi w filmach Godzina W, Piosenki z mojej dzielnicy, Wycieczka na Pragę oraz Miasto 44, a także w serialu Czas honoru (odc. 9, sezon 6, 37 min odcinka).
W 2014 roku w wyborach samorządowych kandydował z 3. miejsca na liście z ramienia Prawa i Sprawiedliwości do Rady miasta stołecznego Warszawy w okręgu wyborczym Mokotów, uzyskując 1368 głosów i zdobywając mandat radnego VII kadencji.
W 2014 roku otrzymał nagrodę ZAiKS-u za varsaviana im. Karola Małcużyńskiego. 20 grudnia 2016 roku otrzymał Brązowy Medal „Zasłużony Kulturze Gloria Artis”, przyznany przez Ministra Kultury i Dziedzictwa Narodowego Piotra Glińskiego, zaś trzy dni później zmarł w wieku 67 lat. 
Został pochowany 4 stycznia 2017 roku na cmentarzu Czerniakowskim przy ul. Powsińskiej w Warszawie.

## Wybrana dyskografia
Opracowano na podstawie materiału źródłowego.
- City boy
- City boy 2
- Melodie miłości (wraz z Elżbietą Szeniawską)
- Ach to życie
- Warszawa w piosence
- Party na Nalewkach (wraz z zespołem Chewra)
- Ona niepewna (wraz z zespołem Kameleon)